# Botanicula
Botanicula — відеогра жанру point-and-click-квесту, розроблена Яромиром Плахі та студією Amanita Design. Видана 19 квітня 2012 року для Microsoft Windows, Mac OS X і Linux, а 1 травня 2014 — для iOS та Android.

## Ігровий процес
Гравець керує переміщенням групи персонажів, які повинні знаходити вказані іншими персонажами предмети та правильним чином застосовувати їх. Іноді потрібно скористатись унікальною здібністю конкретного персонажа. Головоломки пов'язані одна з одною системою «point and click» — гравець вказує на предмети і залежно від контексту персонаж підбирає їх, поєднує з іншими, переміщується, починає розмову і т. д. Деякі речі група може носити з собою, складаючи їх до інвентаря. Знаходячи впродовж проходження гри різних істот, гравець отримує картки істот, яких загалом є 123. Всі репліки персонажів представлені піктограмами або вигуками.
Вся гра поділена на екрани, на кожному з яких є якісь предмети чи персонажі, з якими можна взаємодіяти. Вирішення головоломок у більшості зводиться до відшукування потрібних предметів та правильного порядку їх застосування. Зустрічаються і міні-ігри, де слід керувати окремим персонажем.
Керована гравцем група складається з п'ятьох персонажів:
- Пан Ліхтарик (англ. Mr. Lantern) — головний герой, помаранчева істота, схожа на коробочку фізалісу. Здатний освітлювати темні місця.
- Пані Гриб (англ. Mrs. Mushroom) — вміє створювати копії себе і втягувати ніжку, щоб пролазити у вузькі місця.
- Пан Макова Коробочка (англ. Mr. Poppyhead) — найсильніший персонаж, здатний тягнути важкі предмети.
- Пан Прутик (англ. Mr. Twig) — може вирощувати гілочки, щоб діставати віддалені предмети.
- Пан Перо (англ. Mr. Feather) — істота, схожа на плід-крилатку. Найслабший персонаж, але здатний літати.

## Сюжет
У лісі з'являється Зло у вигляді згустків темряви з ніжками, що висмоктує життя з рослин. Коли один зі згустків випиває дерево з сяйливими плодами, один плід падає біля Ліхтарика. Той бачить уві сні, що повинен зібрати Гриб, Макову Коробочку, Прутика і Перо, щоб посадити плід у певному місці та виростити нове дерево. Вони вирушають на пошуки, але шлях перепиняє Летюча Картоплина, що розгубила свої пера. Група знаходить пера, а потім ключі від замка-стручка на жолуді, розкидані в житлах різних істот. Деякі жителі лісу розповідають про Зло, що розмножується і робіть різні лиха. Друзі відкривають замок і застрибують в жолудь, де знаходять Джина. Той виконує бажання кожного персонажа. Бажанням Ліхтарика стає перемогти Зло і Джин переносить групу назад у ліс.
Сили Зла полюють на героїв, але тим вдається втекти. Вони зустрічають Каштан, що загубила своїх трьох дітей, і розшукують їх по лісу. За це возз'єднана родина приводить групу до свого селища. Щоб доставити героїв до потрібного місця, воно селище піднятись у повітря, але для цього слід запустити гвинт, який рухають 14 птахів. Обшукуючи будинки та околиці, друзі знаходять 14 птахів. Селище злітає, але нападають сили Зла і герої падають між гілля.
Опинившись у тунелях, герої розшукують для 4 чарівних кільця для Каменя. Для цього вони шукають листя аби розбудити спляче створіння, спускаються під воду на живій субмарині, проходять лабіринт і перестрибують по правильно розміщених істотах-батутах. Коли кільця зібрано, Камінь відкриває шлях далі.
Нападає Зло і присипляє героїв. Ліхтарик єдиний лишається при тямі завдяки світлу всередині себе. Опинившись всередині тіла Зла, Ліхтарик розшукує 4 проковтнуті ним сяйливі плоди. Зло намагається висмоктати життя Ліхтарика, але випиває світло і розтає. Герої садять останній плід у землю, з нього виростає дерево. Кожен прикрашає його і туди збігаються всі жителі лісу, вітаючи переможців.
Після титрів, залежно від кількості знайдених карток істот, показуються додаткові відео (порядок залежить від вибору гравця). В першому герої фотографуються біля логотипа Amanita Design, з якого втік гриб. У другому їм вручають кубок, підповзає Зло, проте на нього скидають нагороду. В третьому Ліхтарик бореться зі Злом на світлових мечах. На допомогу приходять його друзі та садять Зло в клітку.

## Саундтрек
Музику та озвучення для Botanicula було виконано чеським гуртом «DVA».
| Композиції | Композиції                           | Композиції |
| #          | Назва                                | Тривалість |
| ---------- | ------------------------------------ | ---------- |
| 1.         | «Juchu»                              | 03:35      |
| 2.         | «Lekacka»                            | 02:16      |
| 3.         | «Letejono»                           | 01:45      |
| 4.         | «Houby»                              | 03:08      |
| 5.         | «Crab»                               | 00:28      |
| 6.         | «Mr lanterns mixtape part 1»         | 02:04      |
| 7.         | «I was born as frankenstein»         | 01:43      |
| 8.         | «Level 3»                            | 02:51      |
| 9.         | «Mrs mushroom likes LCD soundsystem» | 01:50      |
| 10.        | «Bunky»                              | 02:53      |
| 11.        | «Melodika»                           | 02:16      |
| 12.        | «Beetleman»                          | 02:02      |
| 13.        | «Nocni jazz»                         | 02:55      |
| 14.        | «Evil live»                          | 00:44      |
| 15.        | «Im the pacman»                      | 00:33      |
| 16.        | «A major for 12 frogs»               | 01:11      |
| 17.        | «Submarine»                          | 03:44      |
| 18.        | «Lala»                               | 01:58      |
| 19.        | «Cinem»                              | 02:04      |
| 20.        | «Zatoichi»                           | 01:54      |
| 21.        | «Finale»                             | 03:20      |

## Оцінки й відгуки
Гра отримала переважну більшість позитивних відгуків від критиків. Її хвалили за музичний та візуальний супровід, а також геймплей. Однак в інших рецензіях відзначалася відсутність реграбельності. Нагороди:
- Independent Game Festival: Нагорода за видатний звук
- IndieCade: Нагорода за найкращий сюжет/дизайн світу
- European Game Award: Найкраща європейська пригодницька гра
- Mac App Store: Найкращі ігри 2012
- Adventure Gamers: Найкраща анімація
- Jayisgames: Гра року 2012[11]